# Ouchakovo (raïon de Gaguino)
Ouchakovo (Ушаково) est un village de Russie dans l'arrondissement (raïon) de Gaguino de l'oblast de Nijni Novgorod. C'est le siège administratif du conseil rural d'Ouchakovo qui comprend dix autres villages.

## Géographie
Le village se trouve dans la partie sud-est de l'oblast de Nijni Novgorod dans une zone de conifères et de feuillus, sur la rive gauche de la rivière Ejat, près de sa confluence avec la Chnara. Le village est sis à environ 13 km à vol d'oiseau au sud-ouest de Gaguino, le chef-lieu d'arrondissement. Il est à 141 mètres d'altitude. Il possède une petite église-relais, dédiée à la Trinité et construite en 2007, qui dépend du doyenné de Boldino de l'éparchie de Lyskovo.
Climat
Le climat est caractérisé comme continental tempéré, avec des étés courts et chauds et des hivers froids et neigeux. La température annuelle moyenne est de 3,2 à 3,4 °C. La température moyenne de l'air du mois le plus chaud (juillet) est de 17 à 19 °C ; le plus froid (janvier) -14 - -12 °C. Les précipitations annuelles moyennes sont de 450 à 500 mm, dont 349 mm entre avril et octobre.
Fuseau horaire
Le village d'Ouchakovo est à l'heure de Moscou, comme tout l'oblast de Nijni Novgorod.

## Population à l'année
- 2002 : 920 habitants
- 2010 : 623 habitants